# まちづくり
まちづくりとは、身近な居住環境を改善し、地域の魅力や活力を高めることであり、住民の生活の質を高めるために身近な居住環境に対して働きかける持続的な活動。まちづくりは、地域社会にすでに存在している施設や建物などの資源をできるだけ活用する形で進められるものであり、住民、様々な団体、各機関や自治体などが連携や協力をして進めるのが特徴の活動である。国や自治体が行う都市計画とは異なるものを指しており、都市計画とは意思決定の流れも異なる。一部で「街づくり」「町づくり」と表記されることはあるが、ひらがな表記の「まちづくり」が最も多く使われ標準的である。
まちづくりは住民が主体となるものか、あるいは住民と行政の協議によるものを指す。行政が一方的に意思決定しその結果を住民に押し付けるようなものはまちづくりとは呼ばれない。また、「まち」と「つくる」を組み合わせた造語だが、新たに街・町を建設するようなことは指さない。
まちづくりはハードとソフトの両方が関連し、論じる人によって論じ方、どこに重きをおくかが異なる。#ハード面とソフト面

## 合意形成のプロセス
一般にまちづくりにおいては、地域の合意形成が重視される。上記のような課題を共通で認識するために、ワークショップなどの手法が用いられることも多い。ワークショップは住民の合意形成を図るため有効な一つの手段であるが、全ての住民が参加することは（ほとんどの場合）不可能であり、参加しなかった住民が後から異議を唱える事例も見られる。
そこで、多くの住民の声をより、まちづくりに反映させるために、インターネット上での議論を可能とするICTの活用や、まちづくりの議論に参加していない、あるいはできなかった人々のところに出向き、意見を聴取するアウトリーチなど様々なまちづくり技術の組み合わせによって、多くの意見を汲み、住民間の合意形成が期待される。

## まちづくりの課題の例
地域の課題には様々なものがあり、地域ごとの特色が現れる。たとえば次のようなものがある。
- 商店・家屋・道路が、長い期間により劣化し、時代にそぐわなくなっている。
- 高層建築物などによる日照や、多量の交通量による公害など環境が悪化している。
- 障害者や高齢者に向けた、交通施設や建築物の配慮が不十分である。
- 防犯対策が不十分である。
- 企業統廃合による空地の有効利用。
- 公園や病院など、健康に寄与する施設整備。
- 芸術・遺跡など、文化の保護。
- 居住地域・商業地域・工場地域・文化地域・緑化地域など、ゾーニング。
- 建築物・広告などの高さや色による景観。
- 既存のライフラインの老朽化

これらの課題でキーワードは、主権者の権利及び責任としての参画の必要性から「住民主体」または「協働」、今後も安定的な地域社会の存続を図る必要性から「持続可能性」、衰退している状況からの脱却という意味で「地域再生」或いは「地域活性化」・「地域振興」という事柄が核となることが多い。

## ハード面とソフト面
ハード面では住宅、建物、街並み、道路やそれに付随する街路樹・街路灯等、公園、施設などの改善、ソフト面では、ボランティアの育成や活動、住民同士が連絡・交流するコミュニティの編成や活動、自治体職員の配置や職務、条例の制定、まちづくりに関する広報活動などが関係する。
たとえば「福祉のまちづくり」といった場合、バリアフリー化、ユニバーサルデザインなどのハード志向の話が出る場合と、ボランティア育成などのソフト面の話になる場合がある。なお、これは現代日本のニュータウンの抱える問題そのものであり、若者もいずれは高齢者になるので長い目で見ると全員にとって切実な課題である。
ソフト面の重要性
高層マンションの建設計画や自然環境を破壊する開発計画が明らかになった際の反対運動などをきっかけに住民がまちづくりについて真剣に考え始めることも多い。建築基準法や都市計画法だけでは、住みやすい町をつくることができないのではないか、という反省につながり、自治体独自の自然保護条例・景観条例などが検討される場合もある。
歴史的建造物の保存も、単に美術的に優れている、という観点だけでなく、町の個性を作ったり、コミュニティの核になる、というまちづくりの観点から捉えられることが多くなってきている。（必ずしも芸術的に優れている建物でなくとも、地域で親しまれている建物であれば保存する価値がある）
広報活動も重要で、都市部においては近年転入してきたばかりという人も多いので、まず住民に自分が住んでいる地域を知ってもらう活動も行なわれている（杉並区の「知る区ロード」など) 。

## 自治体や公共機関の側からの協力
まちづくりは住民が主体となるかあるいは住民が合意形成にかかわるものであり、自治体が一方的に進めてはまちづくりではなくなってしまうが、住民の暮らしやすい町・街を作ることは自治体にとっても重要な課題なので自治体側からも協力する努力が行われている。
地方議会の議員も地域住民の声に耳を傾ける必要を感じており、地方議会ではまちづくりに関わる条例（名称はズバリ「まちづくり条例」のほか「自治基本条例」「まちづくり基本条例」「行政基本条例」などさまざま）を作る例が増えている。内訳を見ると、自治体行政への市民の参加を規定するもの、景観を規制しようとするもの、地区計画作りを支援しようというもの、開発許可の際に周辺住民が関与できるようにするもの、自治体独自の開発・建築規制を行うものなど、様々なものが見られる。 
役所でも部署名、政策名、事業名、役職名に「まちづくり」を掲げたり、職員募集の際に「まちづくり職人」募集と謳うことがある。
アンケート調査や聞き取り調査や集会などで聞き出した住民の考えを記録・集計して自治体職員が把握し、地域特性も考慮した上で自治体として町の将来像を描き「都市計画」を作成したり、建物の新築や改築・改装の際の審査・許可の際にもそれを考慮するなど自治体としてできることを行う。
まちづくり公社
近年、地方公共団体の公企業で都市開発公社や都市整備公社を解散し、まちづくりを冠した名称を有するタウンマネージメント機関を設立する例が増えている。山形県すまい・まちづくり公社、神戸すまいまちづくり公社など。ほか一例は以下の通り。都市再生特別措置法において、かつて時限的に都市再生機構にまちづくり業務の特例が規定されていた。
- 町田まちづくり公社（東京都町田市）
- 三春まちづくり公社（福島県三春町、福島さくら遊学舎）
- 東松山文化まちづくり公社 (千年谷公園）
- 薩摩川内市民まちづくり公社（鹿児島県薩摩川内市、薩摩川内市せんだい宇宙館)
- 出石まちづくり公社 (兵庫県豊岡市、出石藩夏まつり)
- 一般財団法人前橋市まちづくり公社（前橋テルサ、前橋市民文化会館、前橋市民体育館、大胡総合運動公園、グリーンドーム前橋、前橋シネマハウス）
- 有限会社まちづくり公社呉羽 (呉羽いきいきバス）
- 東紀州観光まちづくり公社 (千年の愉楽）
- 株式会社 出雲まちづくり公社
- 公益財団法人阿久根市美しい海のまちづくり公社 (鹿児島県阿久根市、肥薩おれんじ鉄道線阿久根駅)
- 公益財団法人練馬区環境まちづくり公社 (東京都練馬区）
- 株式会社 大田まちづくり公社 (東京都大田区）
- 財団法人いしかわまちづくり技術センター
- 財団法人輝北上場公園まちづくり公社 (輝北天球館）
- 川崎市まちづくり公社 (川崎市岡本太郎美術館）
- 財団法人宮崎市花のまちづくり公社
- 日本橋まちづくり公社（大阪府大阪市)
- 財団法人浜松まちづくり公社 (浜北駅駅前再開発ビルなゆた・浜北）
- 財団法人兵庫県まちづくり技術センター
- 北区まちづくり公社（東京都北区）
- 公益財団法人静岡市まちづくり公社（静岡市清水庵原球場、静岡ヘリポート、清水ナショナルトレーニングセンター、静岡市清水日本平運動公園球技場、「アトサキ7プロジェクト」）
- 一般財団法人千葉県まちづくり公社（柏の葉公園、県立柏の葉公園野球場、柏の葉公園総合競技場、長生の森公園野球場、千葉県野球場、千葉県総合スポーツセンター陸上競技場、千葉県立館山運動公園、北総花の丘公園、青葉の森公園、千葉県総合スポーツセンター東総運動場陸上競技場、長嶋茂雄記念岩名球場、千葉県総合スポーツセンター、ボンベルタ百貨店)
- 公益財団法人名古屋まちづくり公社（金山南ビル、大曽根地下街オズガーデン、アスナル金山、名古屋都市センターまちづくりライブラリー）

## 参考
- 国土交通省では都市開発関係の補助金を統合し、「まちづくり交付金」を創設（まち交ネット）。
- 国土交通省の地域振興情報ライブラリーには、地方公共団体のまちづくりに関するプロジェクト情報が多数登録されている。
- 内海麻利著『まちづくり条例の実態と理論』第一法規株式会社 2014年 23－25頁